# Muzej južne železnice
Muzej južne železnice je muzej, ki z rekonstrukcijami prikazuje čas izgradnje železniške povezave v sklopu južne železnice iz Gradca v Celje. Muzej deluje pri železniški postaji Šentjur.

## Enote muzeja
- Kretniška bločna postavljalnica (Stellwekerken)
- Signalne in progovne naprave
- Parna lokomotiva serije 62 z vodnim napajalnikom in strojno lopo
- prometni in brzojavni urad, personalna fotografska soba ˝Ujeti trenutki ob železnic cesti Gradec- Celje˝, prostori transportno-manipulativne službe ter pisarna vodje muzeja v originalno obnovljenem objektu Muzeja južne železnice Šentjur.